# Rinus van den Berge

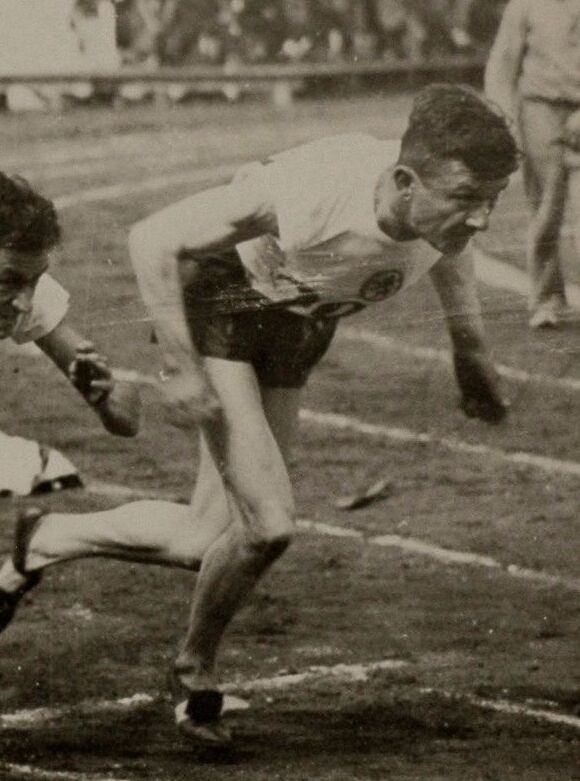
Rinus van den Berge (1928)

Marinus „Rinus“ van den Berge (* 12. März 1900 in Rotterdam; † 23. Oktober 1972 ebenda) war ein niederländischer Sprinter.
Bei den Olympischen Spielen 1924 in Paris gewann er mit der niederländischen Mannschaft Bronze in der 4-mal-100-Meter-Staffel. Über 100 und 200 Meter erreichte er jeweils das Viertelfinale.
1928 kam er bei den Olympischen Spielen in Amsterdam über 100 und 200 Meter erneut ins Viertelfinale. Über 400 Meter und in der 4-mal-100-Meter-Staffel schied er im Vorlauf aus.
Viermal wurde er nationaler Meister über 100 Meter (1926, 1927, 1929, 1932) und fünfmal über 200 Meter (1925, 1926, 1927, 1929, 1932).

## Persönliche Bestzeiten
- 100 m: 10,6 s, 11. Oktober 1925, Colombes
- 200 m: 21,3 s, 15. Juni 1930, Amsterdam
- 400 m: 50,0 s, 1927